# Hampelemanne
Hampelemanne is een urbangroep uit Venlo die uitsluitend Venlose teksten gebruikt.

## Biografie
De groep wordt geformeerd in augustus 2005. In 2006 wordt het eerste succes geboekt met het nummer Babbelaer is van de partie, waarbij teksten zijn gebruikt van de Venlose buutredner Jan Pollux. Het nummer is de voorloper van de debuut-cd Heej is 't te doon. Dit resulteert in airplay op lokale en regionale zenders, zoals L1. Ook wordt de band geboekt op festivals als Zomerparkfeest, Popronde en Metropolis Festival. Later dat jaar verlaat Esmée Coenen de groep en wordt haar plaats ingenomen door Kim Boots.
Twee jaar later volgt het tweede album, aanvankelijk zonder titel. Gaspard de la Nuit (bekend van onder andere Brainpower, Zuco 103 en Extince) is de producer van dit album. Later wordt dit album gedoopt tot Paerdeplak. Ook nu weer wordt er een single uitgebracht: Roeije Dennis, over een bekend figuur in het Venlose nachtleven.

## Bandleden
- Erwin van Diessen – raps
- Maarten Kuypers - raps, zang, scratch
- Tim van den Hombergh - toetsen
- Jordi Holtman - basgitaar
- Huub Holtman - gitaar
- Marcel Tabbers – drums, zang
- Kim Boots - zang

## Discografie
albums
2006: Heej is t te doon
2008: Paerdeplak
singles
2006: Babbelaer is van de partie
2008: Roeije Dennis

## Trivia
In het Venloos dialect is de betekenis van een hampeleman een onhandig persoon.